# Bitka kod Barking Creeka
Bitka kod Barking Creeka je naziv za zračni incident koji se zbio prilikom početka Drugog svjetskog rata i rezultirao prvim smrtnim slučajevima u redovima britanskog zrakoplovstva.
Dana 6. rujna 1939., dva RAF-ova Spitfire-a su srušili druga dva RAF-ova Hurricane-a, kao posljedica pogreške tijekom uzbune za zračnu opasnost. Uzbuna o zračnoj opasnosti se pokazala lažnom.